# Besain
Besain est une commune française située dans le département du Jura, dans la région culturelle et historique de Franche-Comté et la région administrative Bourgogne-Franche-Comté.

## Géographie
Commune du Jura située sur le premier plateau, Besain se situe entre Poligny et Champagnole.

### Cadre géologique
La commune de Besain s'inscrit dans la grande région naturelle du Jura externe, sur le plateau de Moidons, unité paysagère du plateau de Lons-le-Saunier composée d'importantes forêts mixtes de feuillus et de résineux, entrecoupées
de clairières consacrées à l'élevage, à la polyculture et à l'habitat. Ce plateau est principalement constitué de calcaires datant du Jurassique moyen (bajocien et bathonien), entaillés par des vallées dont les versants à corniches calcaires souvent boisées dominent des talus en pentes plus douces taillés dans des formations sous-jacentes plus tendres (marnes du trias et marno-calcaires du lias) et couverts d'éboulis.
La valorisation des géotopes de Franche-Comté a conduit à implanter dans la forêt des Moidons un sentier d'interprétation équipé de panneaux explicatifs, le sentier karstique des Malrochers. Il permet d'observer différentes formes d’érosions caractéristiques de la morphologie de l'épikarst (lapiés, dolines, gouffres et avens).

Carte géologique simplifiée des unités structurales du massif du Jura.
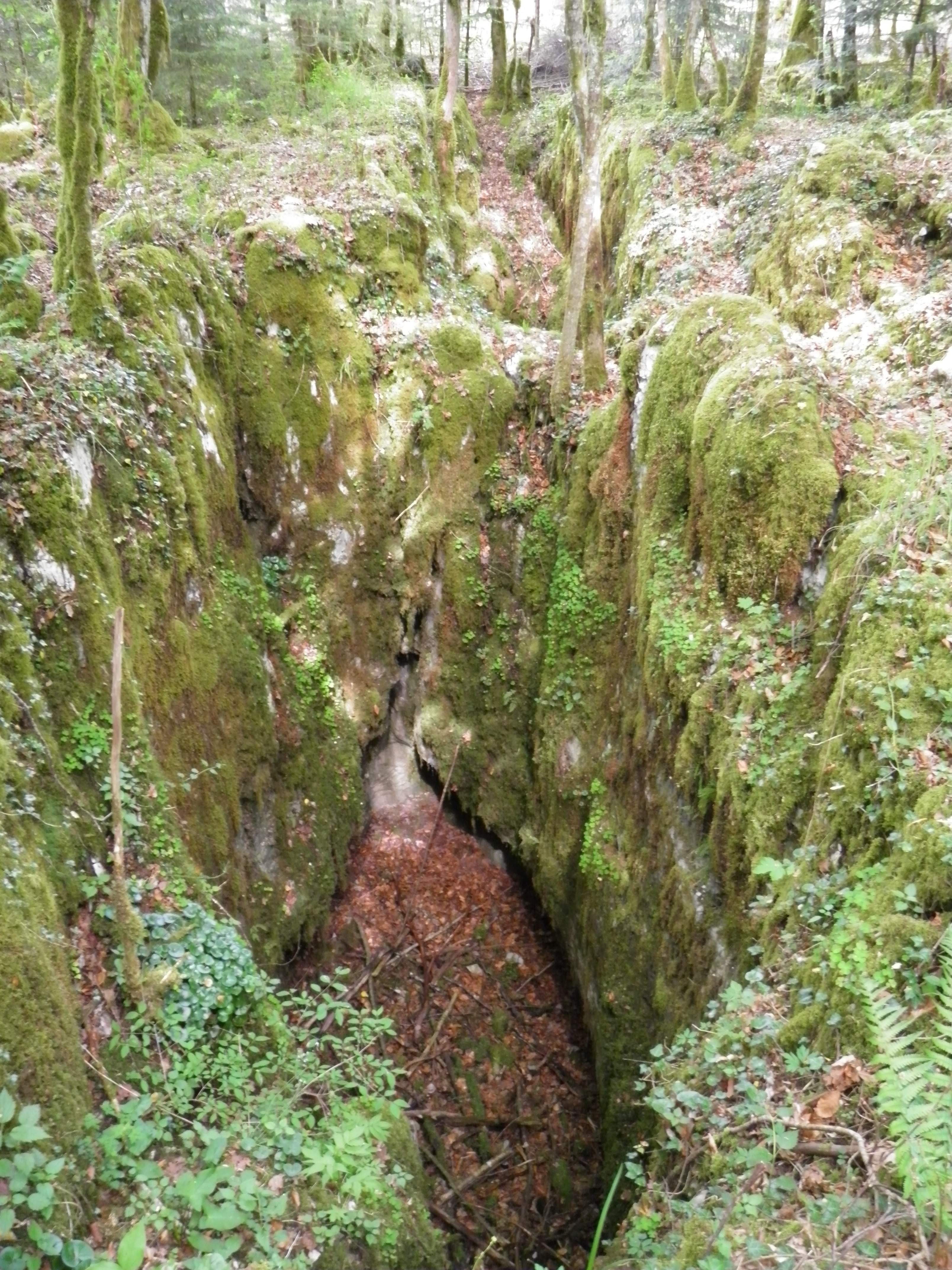
La grande Diaclase, fissure double élargie par l'érosion lors de la fonte glacière (sentier des Malrochers).

### Climat
Pour des articles plus généraux, voir Climat de la Bourgogne-Franche-Comté et Climat du département du Jura.
En 2010, le climat de la commune est de type climat de montagne, selon une étude du Centre national de la recherche scientifique s'appuyant sur une série de données couvrant la période 1971-2000. En 2020, Météo-France publie une typologie des climats de la France métropolitaine dans laquelle la commune est exposée à un climat semi-continental et est dans la région climatique  Jura, caractérisée par une forte pluviométrie en toutes saisons (1 000 à 1 500 mm/an), des hivers rigoureux et un ensoleillement médiocre. 
Pour la période 1971-2000, la température annuelle moyenne est de 9 °C, avec une amplitude thermique annuelle de 16,6 °C. Le cumul annuel moyen de précipitations est de 1 538 mm, avec 13,7 jours de précipitations en janvier et 10,1 jours en juillet. Pour la période 1991-2020, la température moyenne annuelle observée sur la station météorologique installée sur la commune est de 9,6 °C et le cumul annuel moyen de précipitations est de 1 525,6 mm. 
La température maximale relevée sur cette station est de 39,5 °C, atteinte le 25 juillet 2019 ; la température minimale est de −33 °C, atteinte le 2 janvier 1971,,. 
| Mois                                  | jan.           | fév.             | mars           | avril         | mai             | juin          | jui.           | août            | sep.            | oct.        | nov.             | déc.          | année     |
| ------------------------------------- | -------------- | ---------------- | -------------- | ------------- | --------------- | ------------- | -------------- | --------------- | --------------- | ----------- | ---------------- | ------------- | --------- |
| Température minimale moyenne (°C)     | −3,1           | −3,1             | −0,6           | 2             | 6,2             | 9,6           | 11,3           | 11              | 7,5             | 4,6         | 0,5              | −2,2          | 3,6       |
| Température moyenne (°C)              | 1,4            | 2                | 5,5            | 8,7           | 12,9            | 16,5          | 18,5           | 18,2            | 14,1            | 10,3        | 5,3              | 2,2           | 9,6       |
| Température maximale moyenne (°C)     | 5,9            | 7,2              | 11,5           | 15,4          | 19,5            | 23,4          | 25,7           | 25,3            | 20,7            | 16          | 10,1             | 6,6           | 15,6      |
| Record de froid (°C) date du record   | −33 02.01.1971 | −22,1 05.02.1963 | −23,5 01.03.05 | −9,5 08.04.21 | −8,4 17.05.1962 | −1,5 04.06.01 | 0,2 18.07.1970 | −0,2 21.08.1972 | −4,5 25.09.1972 | −9 25.10.03 | −19,2 30.11.1969 | −25 20.12.09  | −33 1971  |
| Record de chaleur (°C) date du record | 17,5 30.01.02  | 21,4 28.02.1960  | 25,5 31.03.21  | 28 21.04.18   | 33 24.05.09     | 37 27.06.19   | 39,5 25.07.19  | 38,5 12.08.03   | 33 16.09.20     | 28 07.10.09 | 22,6 01.11.1968  | 23 16.12.1989 | 39,5 2019 |
| Précipitations (mm)                   | 132,8          | 118,3            | 119,9          | 114,4         | 139,5           | 107,4         | 104,4          | 113,7           | 116,5           | 142,8       | 159              | 156,9         | 1 525,6   |

| Diagramme climatique                                  |              |               |            |              |              |               |             |              |            |            |              |
| J                                                     | F            | M             | A          | M            | J            | J             | A           | S            | O          | N          | D            |
| 5,9−3,1132,8                                          | 7,2−3,1118,3 | 11,5−0,6119,9 | 15,42114,4 | 19,56,2139,5 | 23,49,6107,4 | 25,711,3104,4 | 25,311113,7 | 20,77,5116,5 | 164,6142,8 | 10,10,5159 | 6,6−2,2156,9 |
| Moyennes : • Temp. maxi et mini °C • Précipitation mm |              |               |            |              |              |               |             |              |            |            |              |

Les paramètres climatiques de la commune ont été estimés pour le milieu du siècle (2041-2070) selon différents scénarios d'émission de gaz à effet de serre à partir des nouvelles projections climatiques de référence DRIAS-2020. Ils sont consultables sur un site dédié publié par Météo-France en novembre 2022.

## Urbanisme

### Typologie
Au 1er janvier 2024, Besain est catégorisée commune rurale à habitat dispersé, selon la nouvelle grille communale de densité à sept niveaux définie par l'Insee en 2022.
Elle est située hors unité urbaine et hors attraction des villes,.

### Occupation des sols
L'occupation des sols de la commune, telle qu'elle ressort de la base de données européenne d’occupation biophysique des sols Corine Land Cover (CLC), est marquée par l'importance des forêts et milieux semi-naturels (56 % en 2018), en diminution par rapport à 1990 (58,2 %). La répartition détaillée en 2018 est la suivante : 
forêts (56 %), terres arables (29,8 %), prairies (6,5 %), zones humides intérieures (3,2 %), zones agricoles hétérogènes (2,4 %), zones urbanisées (2 %). L'évolution de l’occupation des sols de la commune et de ses infrastructures peut être observée sur les différentes représentations cartographiques du territoire : la carte de Cassini (XVIIIe siècle), la carte d'état-major (1820-1866) et les cartes ou photos aériennes de l'IGN pour la période actuelle (1950 à aujourd'hui).

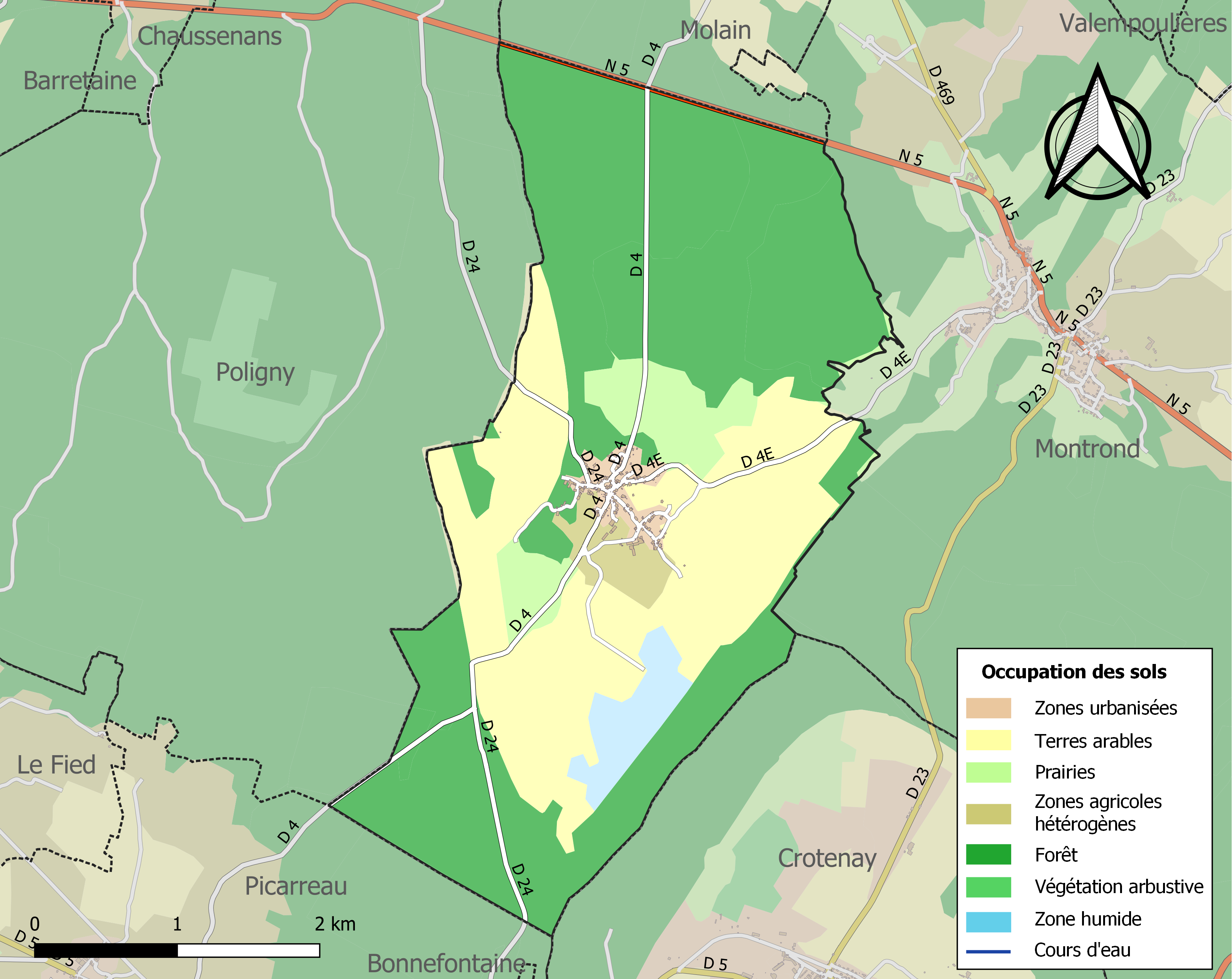
Carte des infrastructures et de l'occupation des sols de la commune en 2018 (CLC).

## Histoire

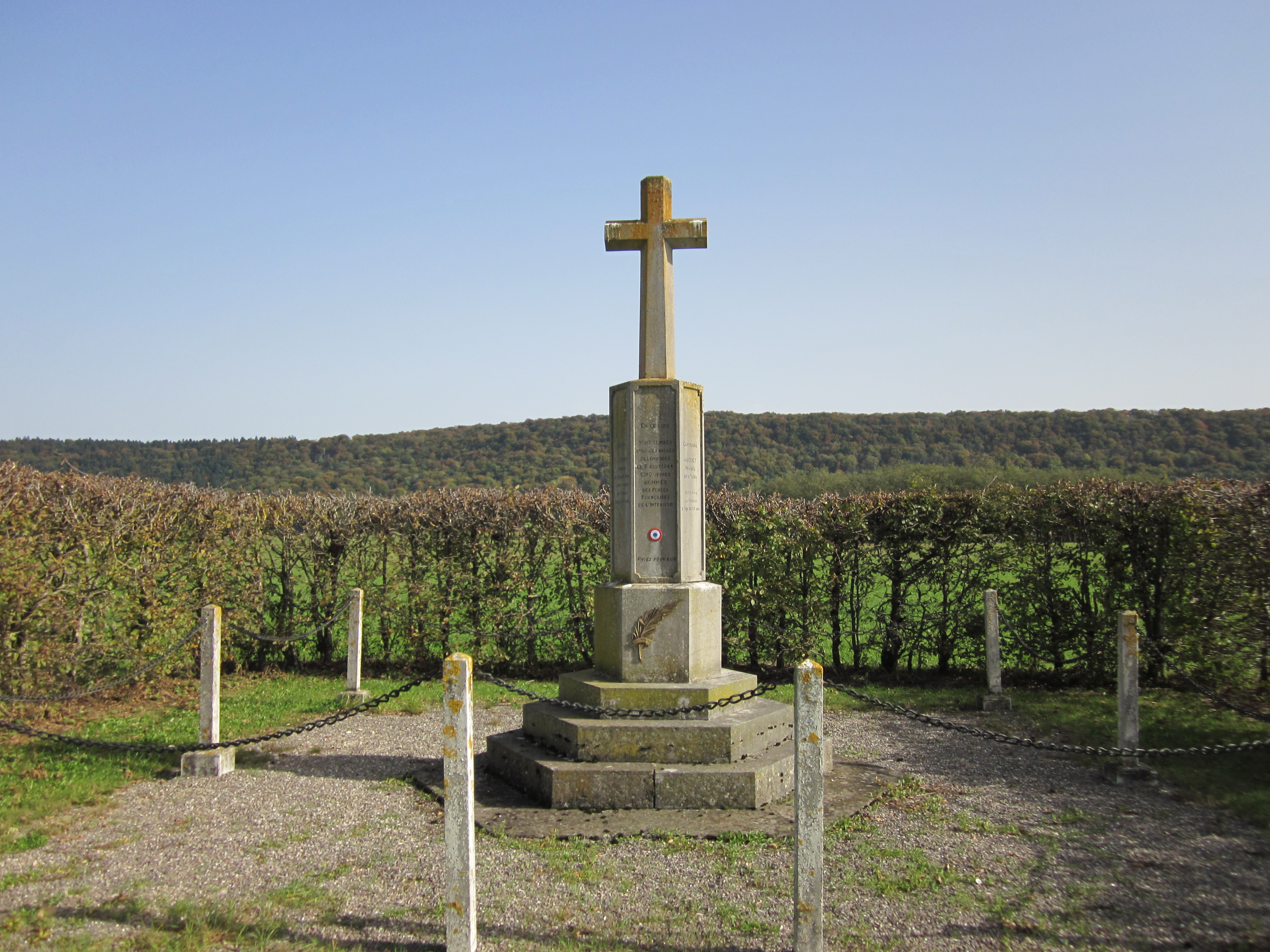
Stèle commémorative du 3 août 1944.

5 hommes des Forces françaises de l'intérieur ont été fusillés par l'armée allemande à quelques centaines de mètres du village le 3 août 1944 (stèle commémorative de Besain) :
- Auguet Michel (capitaine), né à Saïda, mort pour la France à 33 ans ;
- Deroussin Henri (soldat), né à Pierre de-Bresse (Saône-et-Loire), mort pour la France à 19 ans ;
- Giraudo Georges (sergent), né à Chamblanc (Côte-d'Or), mort pour la France à 21 ans ;
- Guéraud Louis (sergent), né à Longwy-sur-le-Doubs (Jura), mort pour la France à 26 ans ;
- Perrin André (soldat), né à Bondy (Seine), mort pour la France à 18 ans.

C'est en 1972 sous l'impulsion du maire de l'époque, Raymond Nicod, que la commune se dote d'un lac artificiel. Une zone humide avec un sous-sol argileux (marne) d'une dizaine de mètres et des sources se trouvaient à cet endroit. Le coût élevé de cette réalisation a prêté à polémique.
Depuis sa création, chaque année, le comité des fêtes du village organise la « fête du lac », le 3e dimanche de juillet, qui réunit de nombreuses personnes autour d'un repas champêtre midi et soir, d'activités diverses et d'un feu d'artifice en clôture.

## Politique et administration
| Période    | Période   | Identité             | Étiquette | Qualité  |
| ---------- | --------- | -------------------- | --------- | -------- |
|            |           | Jean-Baptiste Cottez |           |          |
|            |           | Ernest Nicod         |           |          |
|            |           | Alfred Debrand       |           |          |
|            | 1959      | Émile Degouhant      | PCF       |          |
| 1959       | 1971      | Paul Poux            |           |          |
| 1971       | 1983      | Raymond Nicod        |           |          |
| 1983       | 1989      | Jean Gagneur         |           |          |
| 1989       | 1995      | Jean-Jacques Pernot  |           |          |
| 1995       | 2008      | Pascal Lagalice      |           |          |
| avril 2008 | mars 2014 | Jean-Claude Girardot |           |          |
| avril 2014 | 2020      | René Guineret        | DVD       | Retraité |
| 2020       | En cours  | Serge Maire          |           |          |

## Démographie
L'évolution du nombre d'habitants est connue à travers les recensements de la population effectués dans la commune depuis 1793. Pour les communes de moins de 10 000 habitants, une enquête de recensement portant sur toute la population est réalisée tous les cinq ans, les populations de référence des années intermédiaires étant quant à elles estimées par interpolation ou extrapolation. Pour la commune, le premier recensement exhaustif entrant dans le cadre du nouveau dispositif a été réalisé en 2006.

En 2022, la commune comptait 155 habitants, en évolution de −4,32 % par rapport à 2016 (Jura : −0,81 %, France hors Mayotte : +2,11 %).
| 1793 | 1800 | 1806 | 1821 | 1831 | 1836 | 1841 | 1846 | 1851 |
| ---- | ---- | ---- | ---- | ---- | ---- | ---- | ---- | ---- |
| 346  | 425  | 478  | 481  | 421  | 401  | 426  | 485  | 413  |

| 1856 | 1861 | 1866 | 1872 | 1876 | 1881 | 1886 | 1891 | 1896 |
| ---- | ---- | ---- | ---- | ---- | ---- | ---- | ---- | ---- |
| 367  | 337  | 326  | 334  | 314  | 341  | 297  | 301  | 313  |

| 1901 | 1906 | 1911 | 1921 | 1926 | 1931 | 1936 | 1946 | 1954 |
| ---- | ---- | ---- | ---- | ---- | ---- | ---- | ---- | ---- |
| 298  | 294  | 256  | 223  | 255  | 226  | 239  | 196  | 190  |

| 1962 | 1968 | 1975 | 1982 | 1990 | 1999 | 2006 | 2011 | 2016 |
| ---- | ---- | ---- | ---- | ---- | ---- | ---- | ---- | ---- |
| 191  | 163  | 146  | 134  | 146  | 180  | 170  | 153  | 162  |

| 2021 | 2022 | - | - | - | - | - | - | - |
| ---- | ---- | - | - | - | - | - | - | - |
| 156  | 155  | - | - | - | - | - | - | - |

## Économie
Cette petite bourgade du premier plateau jurassien comprend : 
- un artisan menuisier ébéniste ;
- trois fermes dont l'activité centrale est la production laitière destinée à faire du comté ;
- une boulangerie-pâtisserie spécialisée dans le chocolat et la conception de pièces montées originales ;
- une carrière de pierres, dont l'exploitation sert entre autres à faire des gabions.

## Lieux et monuments
- Église Saint-Jean-Baptiste ;
- Fontaines ;
- Grottes, sur le sentier karstique ;
- Lac artificiel (7 ha), au pied de la côte de l'Heute, mis en eau en 1972 ;
- Stèle commémorative aux martyrs locaux de la Résistance.

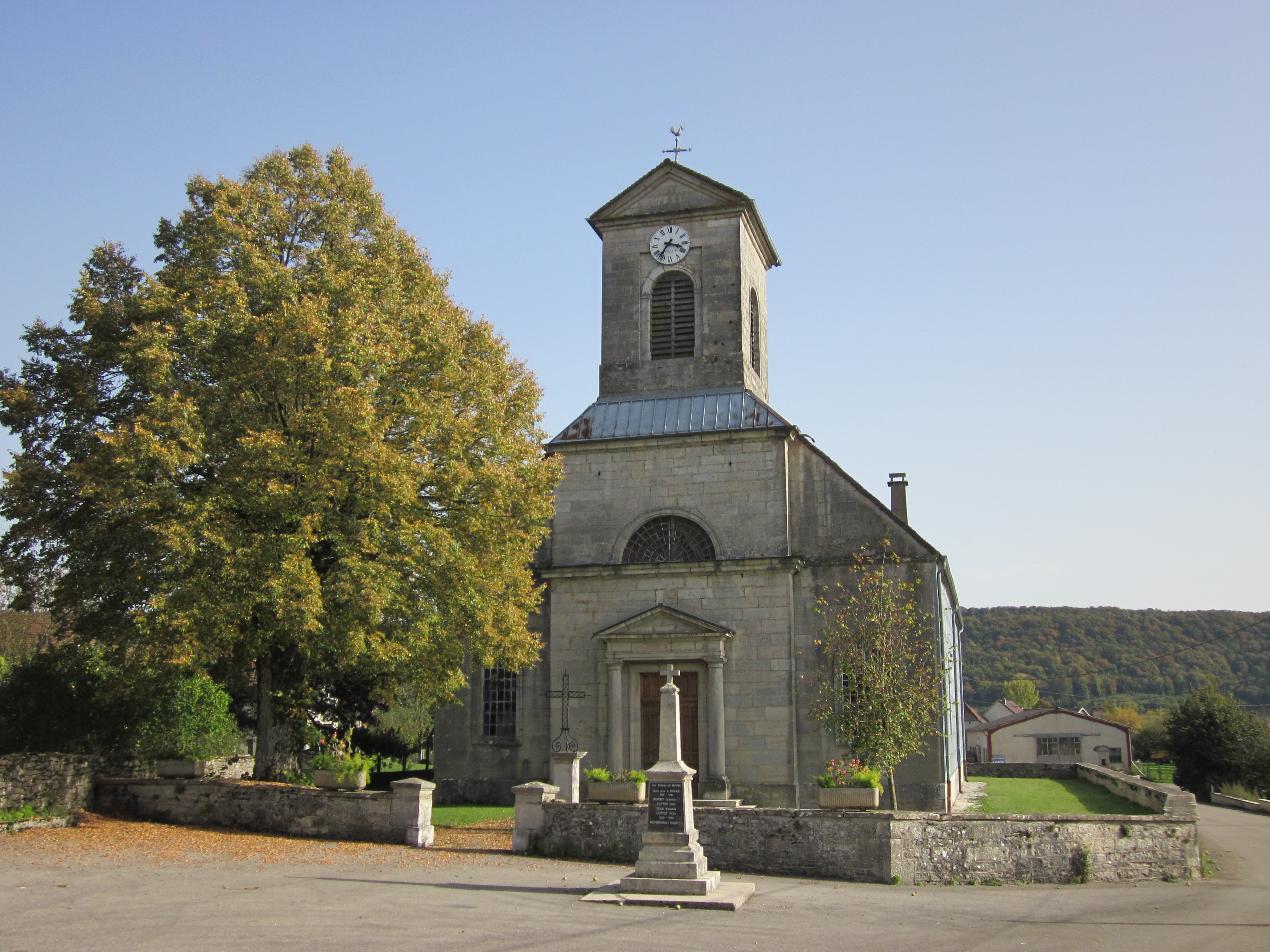
Église Saint-Jean-Baptiste.
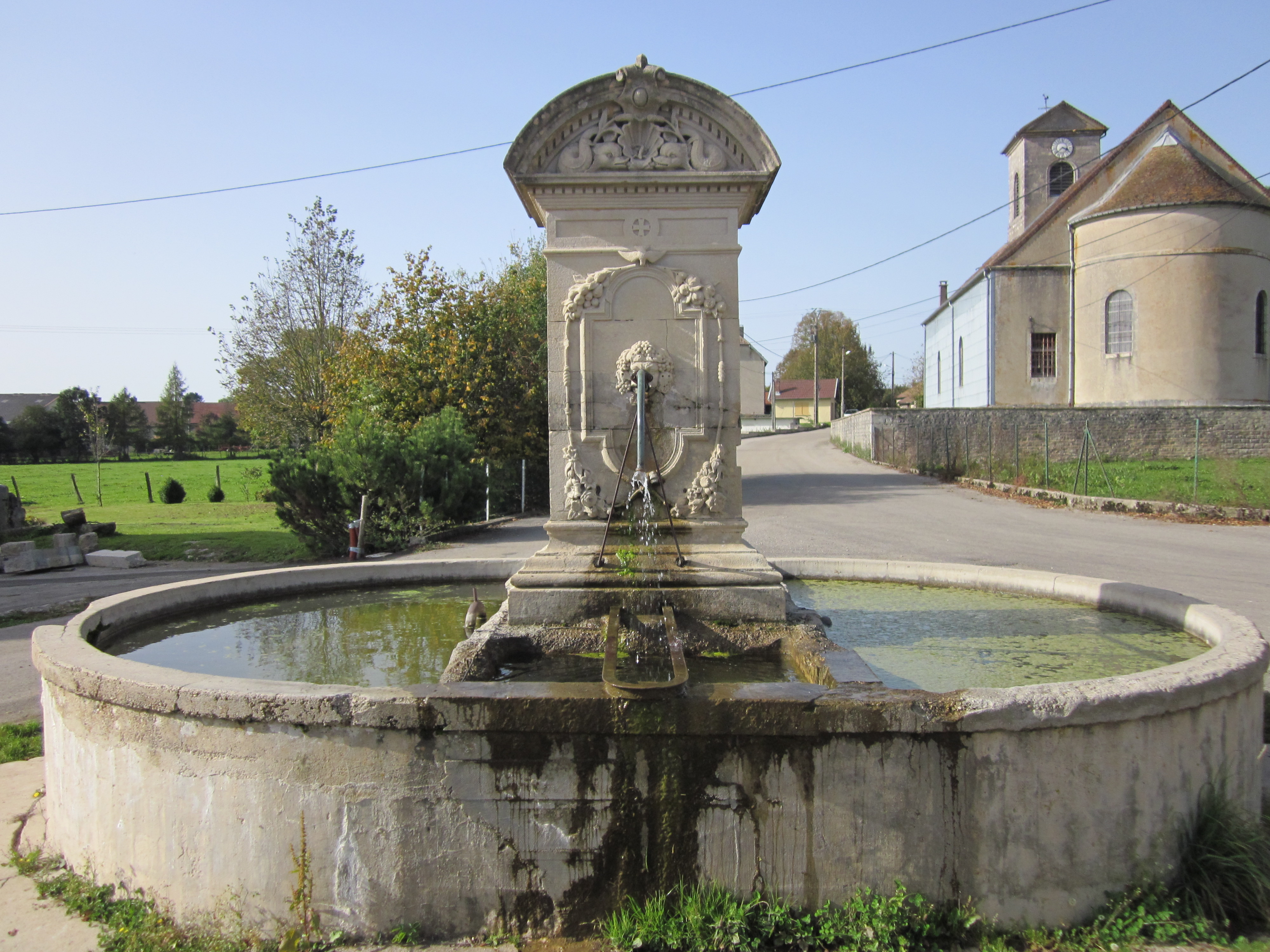
Fontaine de l'église.
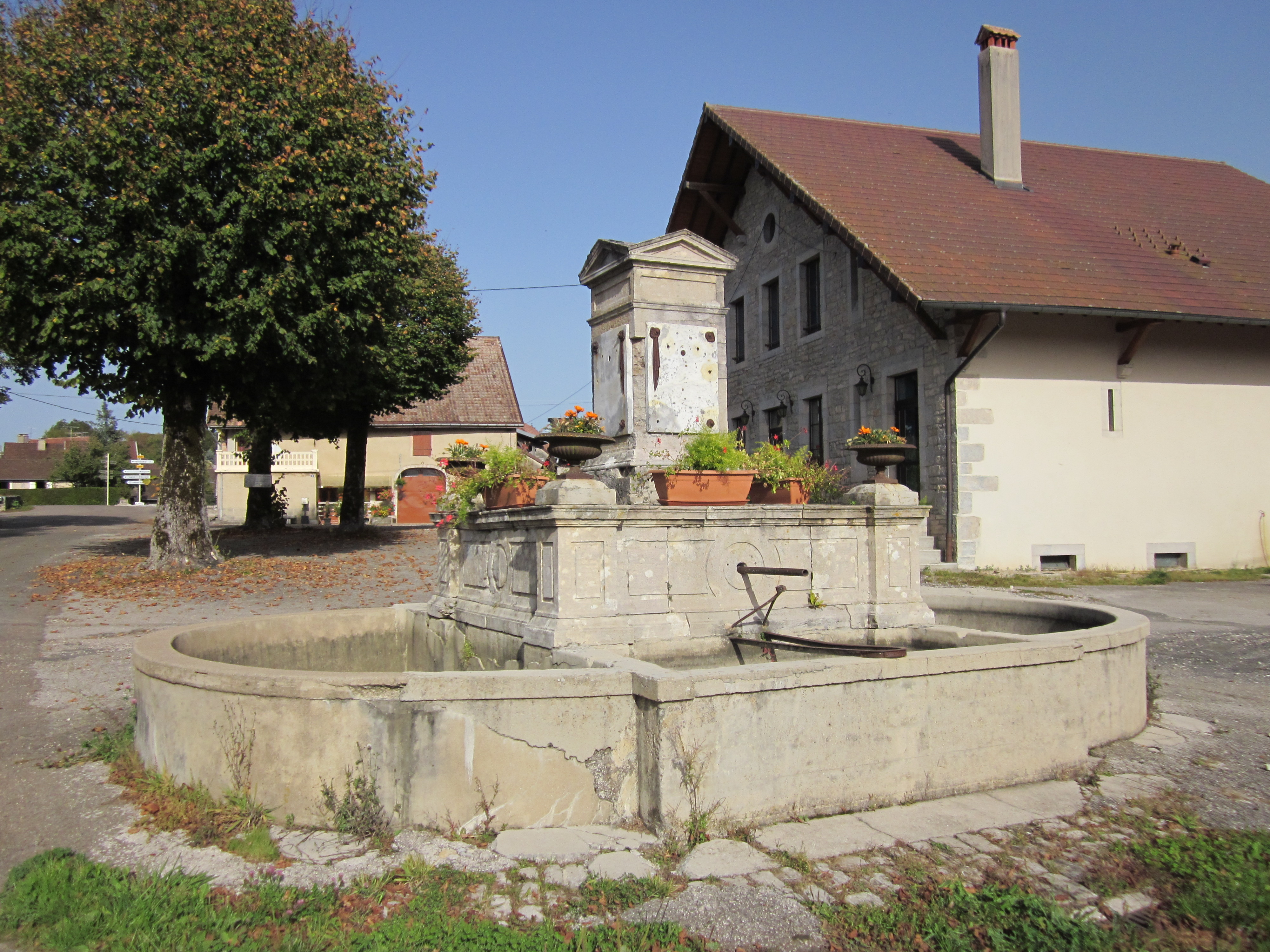
Fontaine de la mairie.
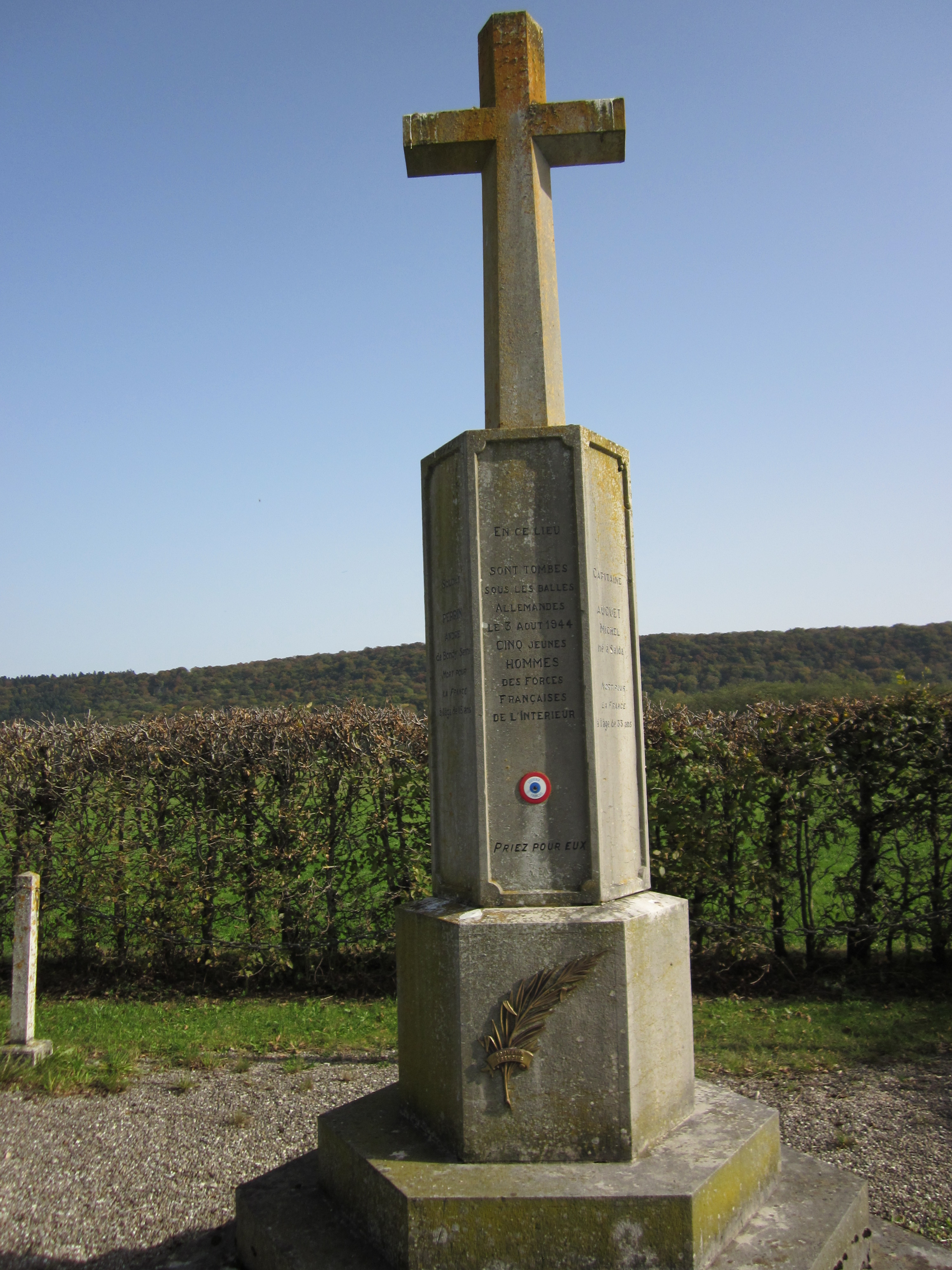
Stèle des Fusillés.
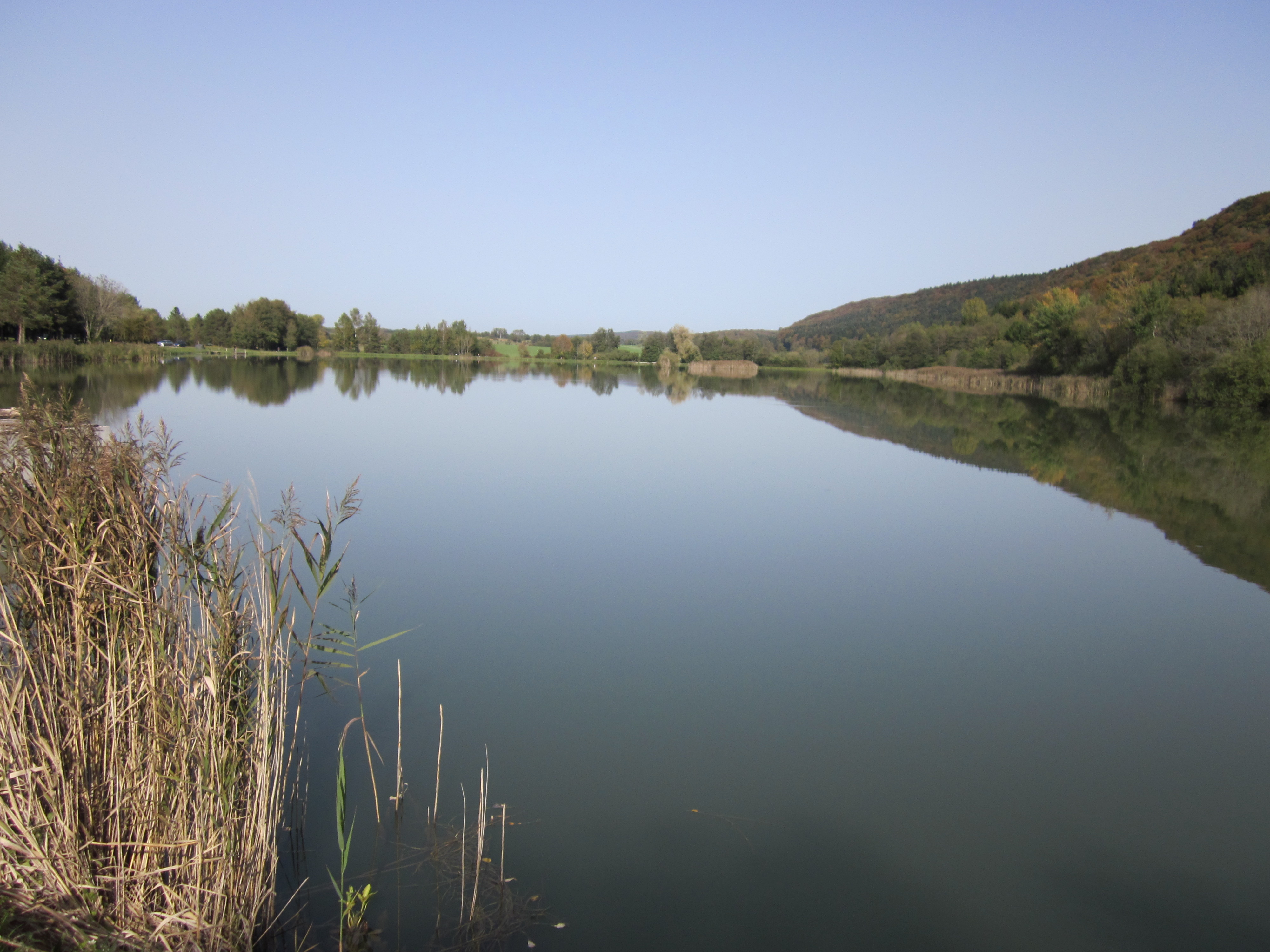
Lac.